# Willie Pep

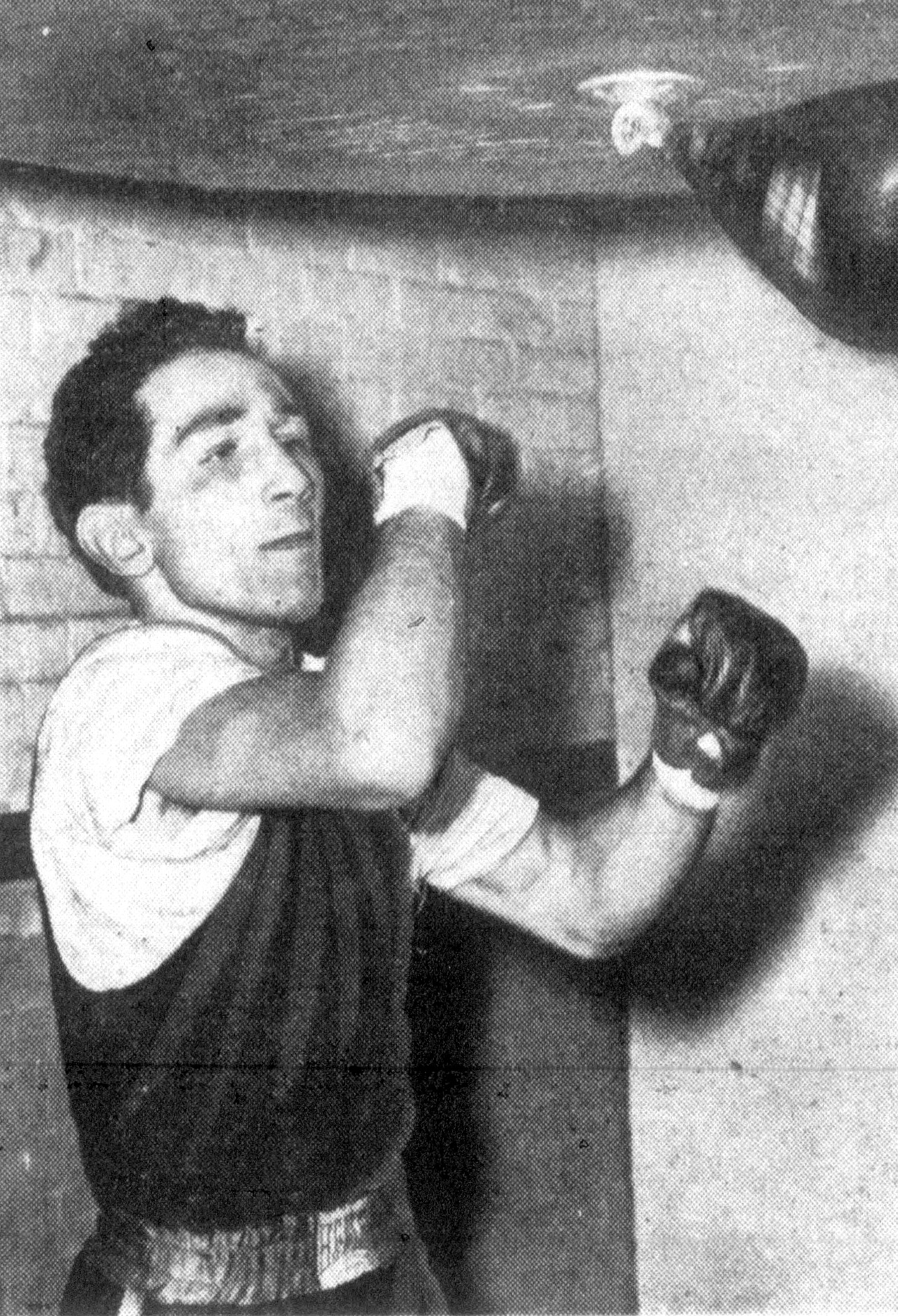
Willie Pep

Guglielmo Papaleo (Middletown, 19 september 1922 – 23 november 2006), beter bekend als Willie Pep, was een Amerikaans bokser. Hij was tweemaal wereldkampioen in het vedergewicht tussen 1942 en 1950.
Pep werd geboren in een Italiaans gezin; zijn vader kwam uit Rosolini, terwijl zijn moeder  uit Melilli kwam. Hij begon zijn professionele bokscarrière in 1940 en bleef ongeslagen gedurende zijn eerste 25 gevechten. Hij kreeg de bijnaam Pep ("kracht") vanwege de energie waarmee hij vocht en vanwege de associatie tussen de Engelse term en zijn Italiaanse achternaam.
Op 20 november 1942 werd Pep de wereldkampioen vedergewicht. Op 29 oktober 1948 verloor hij zijn titel aan Sandy Saddler. Op 11 februari 1949 won hij van Saddler en werd opnieuw kampioen, totdat hij op 8 september 1950 zijn titel weer verloor tegen Saddler.
In totaal was Pep bijna 8 jaar op rij kampioen, met een onderbreking van drie en een halve maand vanwege de nederlaag tegen zijn rivaal Saddler. Hij vocht uiteindelijk 241 wedstrijden, waarvan hij er 229 won met 65 knock-outs, 11 verloor en 1 gelijkspel.